# Serena Bugani
Serena Bugani (Bologna, 3 aprile 1997) è un'ex ginnasta italiana, vice-campionessa italiana 2013 al volteggio.
Per i risultati conseguiti nell'anno 2013 è stata insignita della medaglia di bronzo al valore atletico nel dicembre 2015.

## Biografia
Nata a Bologna, ma originaria di Castel Guelfo di Bologna, il suo attrezzo preferito era corpo libero, anche se i suoi risultati migliori sono stati quelli ottenuti a volteggio; le parallele asimmetriche erano invece l'attrezzo che meno amava.

### Carriera sportiva

#### Gli esordi: Biancoverde Imola
Serena ha cominciato a praticare ginnastica artistica all'età di 8 anni presso la società Biancoverde Imola. Pochi mesi dopo è passata alla categoria preagonistica, e nello stesso anno ha cominciato a gareggiare. Nel periodo della scuola media, per tre volte a settimana usciva anticipatamente da scuola, grazie ad un permesso, per potersi allenare con Giacomo Zuffa: i genitori sostengono che la possibilità di Serena di riuscire ad allenarsi ad alto livello sia stata dovuta alla sensibilità del dirigente scolastico, che le diede il permesso per potere uscire da scuola.
Nel 2006 è diventata campionessa regionale di categoria Allievi, e nello stesso anno si è classificata al 9º posto a livello nazionale. Questi successi l'hanno fatta risaltare agli occhi dei selezionatori della nazionale, che l'hanno convocata ad alcuni collegiali nel 2007 tra cui il più importante in quella fascia di età : il collegiale europeo UEG a Tirrenia? Nel 2009 è diventata campionessa regionale Allieve di 4º livello, oltre che campionessa Under 13 con la squadra Biancoverde; infine, è stata convocata all'incontro internazionale Hamburg Gymnastics con la nazionale.
Nel 2010 passa nella prima squadra della Biancoverde, ottenendo il 5º posto in serie A2, oltre al titolo regionale categoria Junior; nel mese di giugno 2010, insieme alle compagne Enus Mariani, Elisa Meneghini, Lara Mori e Martina Rizzelli, partecipa ad un quadrangolare a Tolone con Germania, Svizzera e Francia. Con uno stacco di dieci punti dalla seconda classificata (153.400) e di venti punti dalla terza (143.500), l'Italia vince il concorso a squadre con 163.550 punti; Serena esegue uno Yourchenko con doppio avvitamento al volteggio (il salto di maggior valore presentato da Carlotta Giovannini alle Olimpiadi di Pechino), ottenendo 15,10 punti, il punteggio più alto della giornata: si classifica seconda, e dagli addetti ai lavori viene vista come l'erede della conterranea Giovannini, campionessa continentale e finalista olimpica al volteggio.

#### 2011-2012: Serie B a Cesena
Nel febbraio 2011 è passata alla U.S. "Renato Serra", di Cesena; a luglio 2011 le è stato diagnosticato un distacco della cartilagine all'inserzione dell'epitroclea al gomito destro; sebbene Serena abbia portato la società a vincere la fase interregionale di Serie B e promozione in serie A 2, la scelta di spostarsi a Cesena non le ha dato però i frutti desiderati: nel luglio 2012 decide di operarsi al gomito e, in vista della riabilitazione si rivolge ad Enrico Casella, della Brixia Brescia, per gestire il recupero funzionale e valutando poi di restare a Brescia.

#### 2013: Serie A e Assoluti

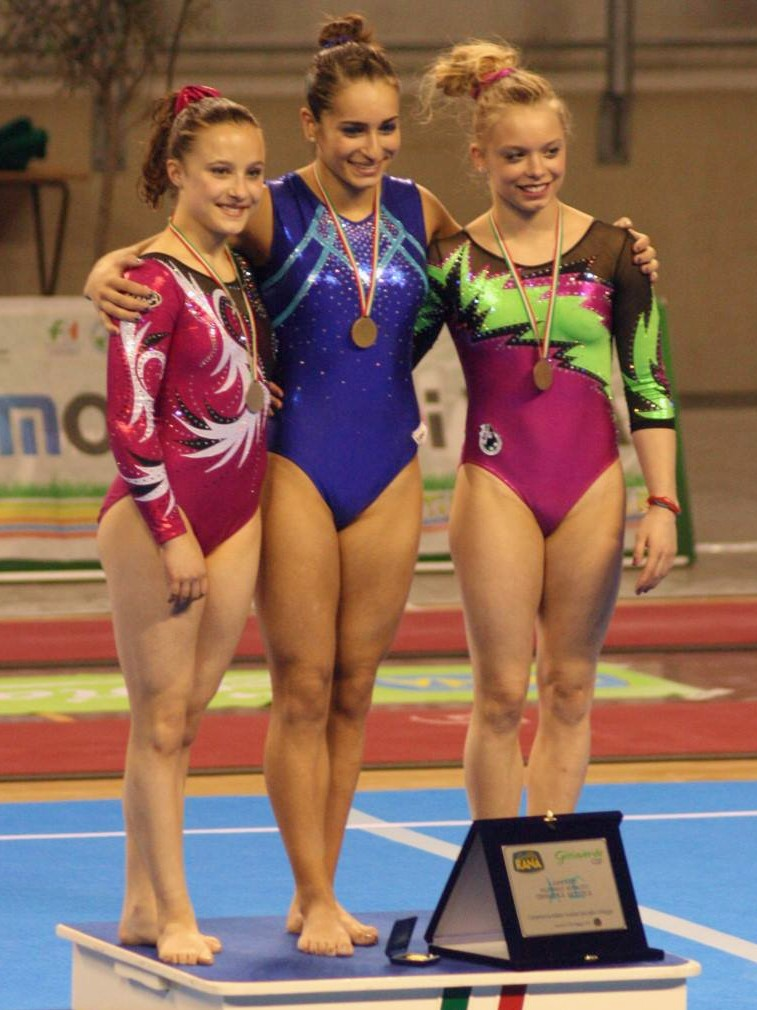
Il podio della finale al volteggio degli Assoluti di Ancona 2013: Arianna Rocca, Serena Bugani, Giulia Leni.

Nel 2013 Serena partecipa al campionato di Serie A1 con la Brixia Brescia.
A marzo partecipa al Trofeo Città di Jesolo, come componente di una squadra "sperimentale" della Nazionale italiana (composta anche da Adriana Crisci, Martine Buro, Arianna Rocca, Giulia Leni e Giulia Paglia), che si classifica al quarto posto (208.650 punti); Serena non compete alle parallele, ma solo al volteggio (13.850), alla trave (12.550) e al corpo libero (13.250).
Infine ottiene il secondo posto al Volteggio nei campionati assoluti di Ancona: dopo il paio d'anni d'infortuni precedente, ha concluso la qualifica con il punteggio migliore, conquistando la finale del giorno dopo, e piazzandosi poi a 0,12 punti di distacco da Arianna Rocca.

#### 2014
L'8 marzo 2014, a Torino, fa il suo debutto nella seconda tappa della stagione di Serie A, gareggiando al volteggio (14,200 punti) ed al corpo libero (12,500). Si laurea infine Campionessa italiana della massima serie con la sua squadra Brixia Brescia.
In primavera si infortuna alla caviglia (frattura del malleolo tibiale), dovendo subire un ennesimo intervento, che non si rivelerà l'ultimo, a dicembre il secondo intervento sempre sulla stessa caviglia.
Il 19 agosto 2014 comunica la decisione di abbandonare l'attività sportiva.